# Piedra de Agua
Piedra de Agua är en ort i Mexiko.   Den ligger i kommunen Jilotepec och delstaten Veracruz, i den sydöstra delen av landet, 230 km öster om huvudstaden Mexico City. Piedra de Agua ligger 1 531 meter över havet och antalet invånare är 786.
Terrängen runt Piedra de Agua är bergig, och sluttar österut. Runt Piedra de Agua är det ganska tätbefolkat, med 172 invånare per kvadratkilometer. Närmaste större samhälle är Xalapa, 9,5 km sydost om Piedra de Agua. Omgivningarna runt Piedra de Agua är en mosaik av jordbruksmark och naturlig växtlighet.